# ヴァシリキ・タヌ＝フリストフィリ
ヴァシリキ・タヌ＝フリストフィリ（ギリシア語: Βασιλική Θάνου-Χριστοφίλου、ギリシア語発音: [vasiliˌci ˌθanu xristoˈfilu]、1950年11月3日 - ）は、ギリシャの裁判官。2015年に暫定内閣の長としてギリシャの首相に就任した（在任：2015年8月27日 - 9月21日）。9月20日の選挙の後、退任した。ギリシャの歴代首相では初めての女性である。日本語での報道では主にバシリキ・サヌまたはバシリキ・タヌーとされ、フリストフィリはフリストフィルとも書かれる。
ヴァシリキ・タヌは2015年7月1日から2017年9月10日までギリシャ最高裁判所長官を務めており、当時の裁判官では最高齢だった。彼女はまた、ギリシャ国立裁判官学校で民法を教えており、2012年以降、ギリシャ裁判官・検事協会（SAD）の会長を務めている。

## 生涯
ヴァシリキ・タヌは1950年、ハルキスで生まれた。アテネ大学で法律を学んだ後、パリ第2大学でEU法について学び、法律の修士を修得した。
ヴァシリキ・タヌは1975年に法曹界入りし、1992年に地方裁判所の長官になった。1996年、控訴裁判所の裁判官になり、2005年にはその長官になった。2008年、最高裁判所の裁判官になった。
2009年以降、ヴァシリキ・タヌはギリシャ国立裁判官学校で民法を教える。彼女はまた、2012年にギリシャ裁判官・検事協会（SAD）の会長に当選し、2014年に再選された。同年、最高裁判所の副長官になる。
2015年7月1日、アタナシオス・コウトロマノスが引退したことで第42代最高裁判所長官に就任した。彼女はギリシャ最高裁判所の歴代長官の中では2人目の女性である。

### ギリシャ首相職

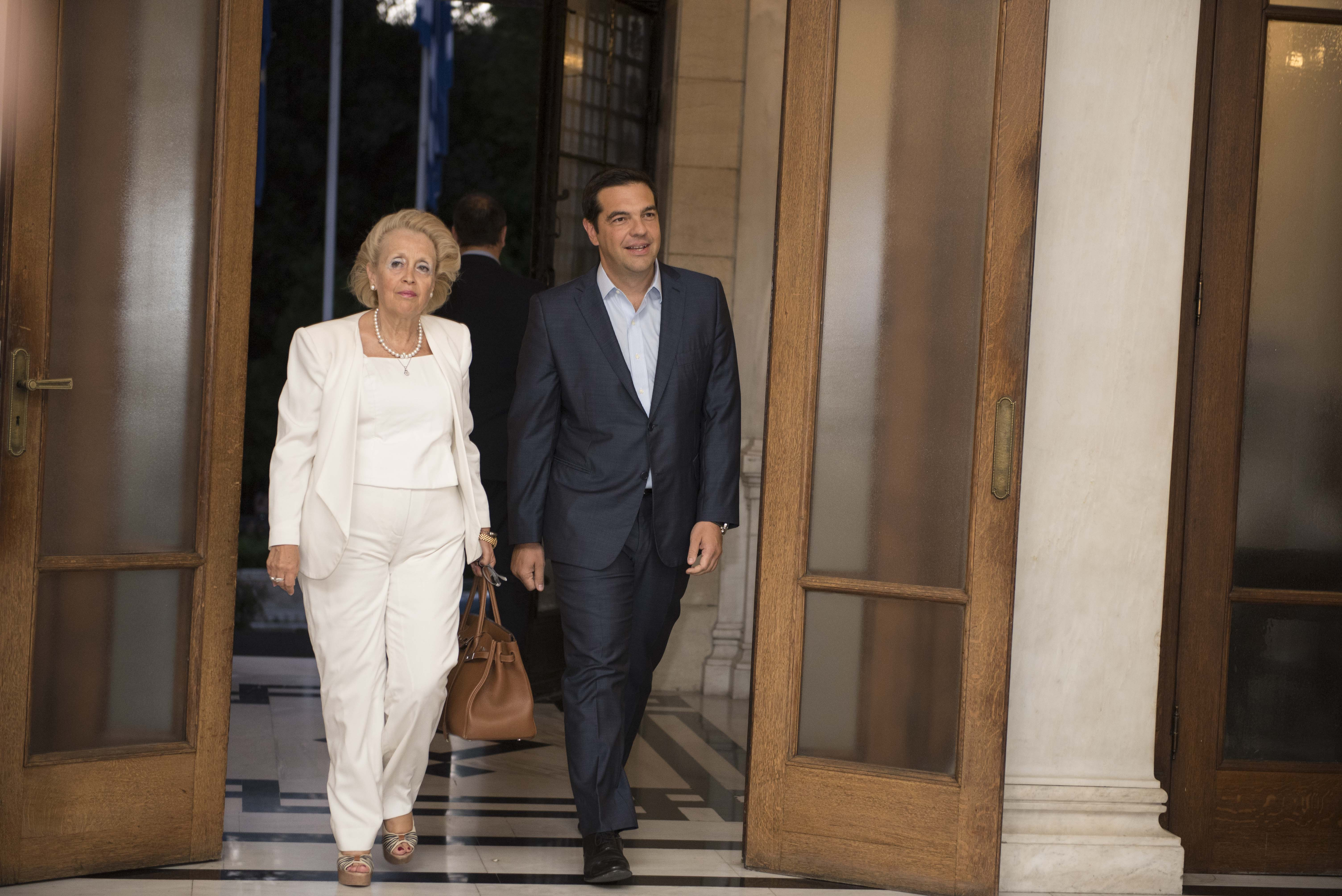
ヴァシリキ・タヌとアレクシス・ツィプラス

2015年8月20日、当時首相であったアレクシス・ツィプラスが辞任し、9月20日に選挙が行われる前に選挙管理内閣の成立を求めた。憲法の規定では、ギリシャの大統領は次期の内閣を任命する前に野党に組閣の時間として数日与える必要がある。その後、選挙が行われるまでの暫定内閣を任命しなければならない。ギリシャ憲法37条は、ギリシャの3つの最高裁判所の長の一人が暫定首相を務めることを定めている。そのうちの二つが空席だったため、ヴァシリキ・タヌは首相に任命された。
8月27日、野党の組閣が失敗に終わったため大統領プロコピス・パヴロプロスは正式にヴァシリキ・タヌを首相に任命した。彼女の内閣は翌日に成立した。彼女はギリシャの第184代首相になり、またギリシャの首相に就任したはじめての女性であった。就任式でヴァシリキ・タヌは「選挙管理内閣の最も大事な責務は、選挙を公平かつスムーズに行うことである。」と言った。
ヴァシリキ・タヌが首相として対処した問題は選挙の他には2015年欧州難民危機がある。彼女はそれを「最近急激に拡大し、選挙管理内閣の任期と同時に発生した問題」として認識した。彼女は移民・内務・市民権担当のディミトリス・アヴラモプロス欧州委員と会見し、難民危機について議論した。
2015年9月ギリシャ議会総選挙の後、首相を退任した。

## 人物
ヴァシリキ・タヌは既婚で3人の子供がいる。ギリシャ語、フランス語と英語を流暢に話す。